# Amphicèle
Le terme amphicœle ou amphicèle qualifie une vertèbre dont le corps vertébral est biconcave (on parle également de vertèbre en sablier). Ce type de vertèbre se retrouve chez les poissons, quelques amphibiens Urodèles et reptiles primitifs. 